# Wały B
Wały B – wieś w Polsce położona w województwie łódzkim, w powiecie kutnowskim, w gminie Krzyżanów przy drodze wojewódzkiej nr 702.
W latach 1975–1998 miejscowość administracyjnie należała do województwa płockiego.